# ザ・カー
『ザ・カー』（原題：The Car）は、1977年にユニバーサル・ピクチャーズが公開したアメリカ映画。自動車とホラーを結びつけた映画である。

## あらすじ
舞台はユタ州の田舎町サンタ・イネス。ある日、町の医師プルブルックの娘スージーと、恋人の青年ピーター・カイルがサイクリング中に相次いで自転車ごとはね飛ばされて殺された。その数時間後、青年ジョン・モリスがヒッチハイクをしようとした1台の黒い車にはねられ、倒れた上にさらに3回も執拗に轢かれて殺された。
地元の保安官ウェイドはこの事件に使われた漆黒の車を断定し捜査に乗り出すが、相棒のルークは被害者の中に知人のピーターを見つけショックを受ける。殺人車の行動は次第にエスカレートし、保安官たちまでが襲われる。恐怖に見舞われる事件のさ中、保安官事務所の外の空気に触れていた所長のエヴェレットがはねられてしまう。目撃者であるネイティブ・アメリカンの老婆は「黒い大きな車がエイモスの横を通り抜け、エヴェレットをはねた」と証言し、通訳のチャスが言葉を濁そうとしたのをウェイドが問いただすと「悪いことが風と一緒に来ると報せがあり、奥地に移動する」と不可解な言葉を訳すのだった。チャスは老婆の証言の一つを老人のたわごとだと言って訳さなかったが、翌日その意味を分かっていた無線係のドナがこう伝えてくる。「車には運転手がいなかった」と。
子供達と引率の教師でウェイドの恋人ローレンがパレードの予行演習をしていると、突然風が吹き荒れて例の車が出現し、彼らを襲ってくる。ローレンらは必死に墓地へ逃げ込んだ。すると車はなぜか墓地の中には入らず、イラつくように周囲をうろつく。ローレンは車を罵倒し、囮になって子供達を守ろうとする。逃げ出した車を保安官達はパトカーで追跡するが、待ち伏せを受け保安官の1人はパトカーごと崖から突き落とされて死亡する。２台のパトカーが車の前を塞ぐが、横にスピンしながら突っ込んできた車に押しつぶされてしまう。駆けつけたウェイドは車の前にバイクを転がして足止めし銃撃するが、どこを撃っても全く効果がない。ウェイドは停車した車に対しドアを開けてドライバーに降りるよう迫るが、車はドアを開けると見せかけ、近寄ったウェイドにドアを叩きつけて逃走する。
その夜、娘たちと一緒に泊まるはずだったローレンは仕度のために自宅に戻った際、その前でごく普通の風に飛ばされたメモをローレンが追いかけると、殺人車が出現する前兆の風が吹いた。慌てて家の中に逃げ込み電話でウェイドに助けを求めるが、車は家をぶち破りローレンをひき殺してしまう。チャスは送るだけではなくて一緒にいるべきだったと自責の念に駆られるが、そんな時、ルークが車の正体に気づく。殺戮を重ねる車は神聖なる土地である墓地には入れない、つまり悪魔が宿り動かしているのだと。
怒りに燃えるウェイドと仲間達は爆破のプロであるエイモスの協力を得て、車の破壊を計画する。ところが決行日当日、ウェイドのガレージに突如として車が出現。激しいクラクションと排気音で苦しめられ窮地に立たされながらも、ウェイドは爆弾を仕掛けた崖へとバイクを走らせる。ギリギリまで追い詰められるが車を崖から落として爆破する。爆炎の中には獣の様な悪魔の咆哮と爆炎で形作った悪魔の腕と笑みが浮かび、その笑みから火を吐き、吐いた火が舌の様に見え、あかんべえをした様子を見せ消えていった。

## キャスト
| 役名                 | 俳優                     | 日本語吹替                                                                   | 日本語吹替                    |
| 役名                 | 俳優                     | 日本テレビ版                                                                 | テレビ朝日版 （追加収録部分） |
| -------------------- | ------------------------ | ---------------------------------------------------------------------------- | ----------------------------- |
| ウェイド・ペアレント | ジェームズ・ブローリン   | 筈見純                                                                       | 小川真司                      |
| ローレン             | キャスリーン・ロイド     | 小谷野美智子                                                                 | 弥永和子                      |
| ルーク               | ロニー・コックス         | 納谷六朗                                                                     | 富山敬 （稲葉実）             |
| エヴェレット         | ジョン・マーレイ         | 大木民夫                                                                     | 宮田光                        |
| エイモス             | R・G・アームストロング   | 大久保正信                                                                   | 田中康郎                      |
| ジョン・モリス       | ジョン・ルービンスタイン | 楠正通                                                                       | 井上和彦                      |
| マージー             | エリザベス・トンプソン   | 有馬瑞子                                                                     | 高島雅羅                      |
| レイ・モット         | ロイ・ジェンソン         |                                                                              | 藤本譲                        |
| リン・マリー         | キム・リチャーズ         | 渕崎ゆり子                                                                   | 伊藤美紀                      |
| デビー               | カイル・リチャーズ       | 土方結香                                                                     | 藤枝成子                      |
| ミス・マクドナルド   | ケイト・マータフ         |                                                                              | 市川千恵子                    |
| バーサ               | ドリス・ダウリング       |                                                                              | 竹口安芸子                    |
| チャス               | ヘンリー・オブライエン   | 細井重之                                                                     | 加藤精三                      |
| デンソン             | エディ・リトル・スカイ   |                                                                              |                               |
| ドナ                 | ジェラルディン・キームス | 片岡富枝                                                                     | 高瀬淑子                      |
| スージー             | メロディ・トーマス       |                                                                              | 佐々木優子                    |
| ピート               | ボブ・ウッドロック       |                                                                              | 関俊彦                        |
| トンプソン           | ジェームズ・ローリー     |                                                                              | 峰恵研                        |
| ナレーション         | N/A                      | 千葉耕市                                                                     | N/A                           |
| その他               | N/A                      | 松岡文雄 山本千鶴 東富士郎 藤夏子 杉田俊也 高村章子 亀井三郎 池田真 中沢佳仁 | 島香裕 伊井篤史 秋元羊介      |

- 日本テレビ版：初回放送1981年5月13日『水曜ロードショー』
- テレビ朝日版：初回放送1988年6月5日『日曜洋画劇場』※放送時にカットされた箇所に追加録音を行ったものがDVDに収録。

※スティングレイから2021年発売予定のBlu-rayには、テレビ朝日（追加録音）版と日本テレビ版の全吹替を収録。

## スタッフ
- 監督：エリオット・シルヴァースタイン
- 制作：マーヴィン・ハート、エリオット・シルヴァースタイン
- 原案：デニス・シュラック、マイケル・バトラー
- 脚本：デニス・シュラック、レーン・スレート、マイケル・バトラー
- 撮影：ジェラルド・ハーシュフェルド
- SFX：アルバート・ウィトロック
- 音楽：レナード・ローゼンマン
- 美術：ロイド・ベーブス
- 編集：マイケル・マククロスキー

日本語版
- 字幕：金田文夫

| -    | 日本テレビ旧版 | テレビ朝日版      |
| ---- | -------------- | ----------------- |
| 演出 | 鳥海俊材       | 小山悟            |
| 翻訳 | 平田勝茂       | 岩佐幸子          |
| 調整 | 栗林秀年       | 国末光敏          |
| 効果 | PAG            | 遠藤堯雄 桜井俊哉 |
| 選曲 | PAG            | N/A               |
| 制作 | グロービジョン | 東北新社          |

## 備考
- 本作の主役ともいえる殺人自動車は、1971年式リンカーン・コンチネンタルマークIIIをベースに改造された。製作を担当したのは、テレビシリーズ版『バットマン』（1966年）でバットモービルの製作も手がけたジョージ・バリス。殺人自動車は6週間で計6台が製作され、撮影期間内にすべてクラッシュしたが、後に展示用に7台目が製作された。7台目はユニバーサル・スタジオで一時展示された後、バリスに返還され、1980年代にコレクターに売却された。
- 本作の冒頭でチャーチ・オブ・サタンの司祭長、アントン・ラヴェイの文句が引用される。後にラヴェイは、本作の「テクニカルアドバイザー」としてクレジットされた。
- ストーリーは『ヨハネの黙示録』をなぞらえており、黙示録のキーワードである「ラッパ」「風」「荒れ野に逃げ込む女」などが要所に織り込まれると同時に、殺人自動車の正体を暗示している。
- ラストの殺人自動車の落下シーンは、後にテレビドラマ『ナイトライダー』で、K.A.R.R.（カール）の転落シーンに流用された（日本では、日曜洋画劇場『ナイトライダー6』の後半エピソードとして放送）。
- 2018年に『ザ・カー　ロード・トゥ・リベンジ』としてリメイクされた。

## 後継映画
これ以降に公開された「自動車ホラー」を扱った映画
- クリスティーン
- 地獄のデビル・トラック
- 処刑ライダー　など